# جین‌لی
جینلی (به لاتین: Dzhinly) منطقه‌ای مسکونی در جمهوری آذربایجان است که در شهرستان یولاخ واقع شده است.